# Nauclea gilletii
Nauclea gilletii là một loài thực vật có hoa trong họ Thiến thảo. Loài này được (De Wild.) Merr. mô tả khoa học đầu tiên năm 1915.